# Kidding
Kidding é uma série de televisão norte-americana de comédia e drama criada por Dave Holstein que estreou a 9 de setembro de 2018, na Showtime. A série conta no elenco com Jim Carrey, Frank Langella, Judy Greer, Cole Allen, Juliet Morris e Catherine Keener e marca a terceira colaboração entre o diretor e produtor executivo Michel Gondry e Jim Carrey, com quem anteriormente tinham trabalhado juntos no curta-metragem Pecan Pie (2003) e no filme Eternal Sunshine of the Spotless Mind (2004). A 10 de outubro de 2018, foi anunciado que a Showtime tinha renovado a série para uma segunda temporada.

## Sinopse
Kidding ocorre em Columbus, Ohio e segue a vida de Jeff Piccirillo, ou Mr. Pickles, o adorado apresentador de programas de televisão para crianças. Mr. Pickles é a principal marca de um império multimilionário, apesar de enfrentar tragédias pessoais e dificuldades familiares.

## Elenco e personagens
- Jim Carrey como Jeff Piccirillo, uma personalidade televisiva que atua como "Jeff Pickles" no programa de televisão para crianças Mr. Pickles' Puppet Time na PBS há já trinta anos. Após a morte de um dos seus filhos, ele encontra grandes dificuldades em adaptar-se às dificuldades da vida. Zackary Arthur encena o Jeff em idade jovem num papel adicional.
- Frank Langella como Sebastian Piccirillo, o produtor executivo de Mr. Pickles' Puppet Time e pai de Jeff
- Judy Greer como Jill Piccirillo, uma enfermeira e a ex-mulher de Jeff
- Cole Allen como William "Will" e Philip "Phil" Piccirillo, gémeos idênticos de Jeff e Jill, tendo o último falecido num acidente de carro
- Juliet Morris como Maddy, a filha de Deirdre e Scott e sobrinha de Jeff
- Catherine Keener como Deirdre "Didi", a criadora dos fantoches de Mr. Pickles' Puppet Time e irmã de Jeff

### Elenco adicional
- Justin Kirk como Peter
- Bernard White como Scott
- Alex Raul Barrios como Derrell
- Julitta Scheel como Cassidy
- Coda Boesel como B.D.
- Juliocesar Chavez como Gigs
- Mary Faber como Macy
- Dan Garza como a marionetista do Ennui La Triste
- Ginger Gonzaga como Vivian
- Gwen Hollander como Sheryl
- Patrick Johnson como a marionetista do The Oops and Maestro Pimento Fermata
- Christian Anderson como a marionetista do Sy the Wide-Eyed Fly
- Tara Lipinski como ela própria
- Joel Swetow como Michael Epstein
- Mike Quinn como a marionetista do Secret Chef
- Grace Song como Eliza
- Jennie Pierson como Sara Lipinski
- Louis Ozawa Changchien como Mr. Pickles-San
- Barry Rothbart como Bert
- Jernard Burks como Denny
- Calah Lane como a filha de Denny
- Natasha Khawja como Grace Kisakye
- Samira Izadi como Shelly Pinsker
- Rich Fulcher como Clay
- Kelly Coffield Park como Joanne Placket
- Andrew Tinpo Lee como Rex Farpopolis
- Jenna Z. Alvarez como Havana
- Maximus Birchmore como Tanner
- Riki Lindhome como Shaina
- Karen Huie como Marsha

### Convidados
- Betty Thomas ("Green Means Go")
- Conan O'Brien como ele próprio ("Green Means Go")
- Danny Trejo como ele próprio ("Green Means Go")
- T'Keyah Crystal Keymáh como Amika ("Pusillanimous")
- Annie Korzen como Mrs. Drinkwater ("Every Pain Needs a Name")
- Katherine Willis como Mrs. Piccirillo ("The Cookie")
- Karen Malina White como Latrice ("Philliam")
- Dan Martin como Joe ("Philliam")
- Lila Garrett como Roadside Diner Waitress ("Philliam")
- Joyce Guy como Principal Quinones ("LT. Pickles")
- Matt Evers como Ice Ennui ("LT. Pickles")

## Episódios
| N.º | Título                    | Dirigido por  | Escrito por                    | Exibição original      | Audiência (milhões) |
| --- | ------------------------- | ------------- | ------------------------------ | ---------------------- | ------------------- |
| 1   | "Green Means Go"          | Michel Gondry | Dave Holstein                  | 9 de setembro de 2018  | 0,443               |
| 2   | "Pusillanimous"           | Michel Gondry | Dave Holstein                  | 16 de setembro de 2018 | 0,290               |
| 3   | "Every Pain Needs a Name" | Jake Schreier | Halley Feiffer                 | 23 de setembro de 2018 | 0,303               |
| 4   | "Bye, Mom"                | Jake Schreier | Michael Vukadinovich           | 30 de setembro de 2018 | 0,281               |
| 5   | "The New You"             | Michel Gondry | Cody Heller                    | 7 de outubro de 2018   | 0,199               |
| 6   | "The Cookie"              | Michel Gondry | Noah Haidle                    | 14 de outubro de 2018  | 0,166               |
| 7   | "Kintsugi"                | Minkie Spiro  | Jas Waters                     | 21 de outubro de 2018  | 0,192               |
| 8   | "Philliam"                | Minkie Spiro  | Roberto Benabib                | 28 de outubro de 2018  | 0,179               |
| 9   | "LT. Pickles"             | Michel Gondry | Dave Holstein e Joey Mazzarino | 4 de novembro de 2018  | 0,152               |
| 10  | "Some Day"                | Michel Gondry | Dave Holstein                  | 11 de novembro de 2018 | 0,224               |